# Đua thuyền Canoe và Kayak tại Đại hội Thể thao Đông Nam Á 2007

Giải đua thuyền Canoe và Kayak tại Đại hội Thể thao Đông Nam Á 2007 diễn ra từ ngày 11 đến ngày 14 tháng 12 năm 2007 với 12 nội dung thi đấu.

## Xếp hạng theo quốc gia
| Hạng | Đoàn      | Vàng | Bạc | Đồng | Tổng |
| ---- | --------- | ---- | --- | ---- | ---- |
| 1    | Indonesia | 4    | 5   | 3    | 12   |
| 2    | Myanmar   | 4    | 2   | 3    | 9    |
| 3    | Việt Nam  | 3    | 3   | 1    | 7    |
| 4    | Thái Lan  | 1    | 2   | 3    | 6    |
| 5    | Singapore | 0    | 0   | 2    | 2    |
| Tổng | Tổng      | 12   | 12  | 12   | 36   |

## Bảng huy chương
| Nội dung            | Vàng                                                                  | Bạc                                                                           | Đồng                                                                                       |          |
| ------------------- | --------------------------------------------------------------------- | ----------------------------------------------------------------------------- | ------------------------------------------------------------------------------------------ | -------- |
| Canoe đơn nam 500m  | Win Htike                                                             | Eka Octarorianus                                                              | Hoàng Hồng Anh                                                                             | chi tiết |
| Canoe đơn nam 1000m | Eka Octarorianus                                                      | Win Htike                                                                     | Phaophandee Thammarat                                                                      | chi tiết |
| Canoe đôi nam 500m  | Việt Nam Lưu Văn Hoàn Trần Văn Long                                   | Indonesia Roinadi Roinadi Asnawir Asnawir                                     | Myanmar Saw Sata Phanu Tuntun Naing                                                        | chi tiết |
| Canoe đôi nam 1000m | Việt Nam Lưu Văn Hoàn Trần Văn Long                                   | Indonesia Roinadi Roinadi Asnawir Asnawir                                     | Thái Lan Khoawanna Yutthakan Masurin Rangsan                                               | chi tiết |
| Kayak đơn nam 500m  | Trần Hữu Trí                                                          | Yatra Natthaphon                                                              | John Feter Matules                                                                         | chi tiết |
| Kayak đơn nam 1000m | Phonemying Tayzar                                                     | Sayadin Sayadin                                                               | Jaitieng Wichan                                                                            | chi tiết |
| Kayak đôi nam 500m  | Indonesia Sayadin Sayadin Silo Silo                                   | Việt Nam Nguyễn Thành Quang Nguyễn Văn Chí                                    | Myanmar Khin Maung Myint Phonemying Tayzar                                                 | chi tiết |
| Kayak đôi nam 1000m | Thái Lan Yatra Natthaphon Phaophat Piyaphan                           | Việt Nam Nguyễn Thanh Quang Nguyễn Văn Chi                                    | Indonesia Diono Diono Kuat Kuat                                                            | chi tiết |
| Kayak bốn nam 1000m | Myanmar Khin Maung Myint Phonemying Tayzar Yan Paing Myo Zaw          | Thái Lan Yatra Natthaphon Phaophat Piyaphan Sommit Anusorn Soisungwan Patipat | Indonesia John Feter Matules Sayadin Sayadin Silo Silo Nursa Lam                           | chi tiết |
| Kayak đơn nữ 500m   | Sarce Arronggear                                                      | Nguyễn Thị Hà                                                                 | Naw Ahle Lashe                                                                             | chi tiết |
| Kayak đôi nữ 500m   | Myanmar Myint Myint Than Naw Ahle Lashe                               | Indonesia Sarce Arronggear Royani Rais                                        | Singapore Ng Xiang Ru Annabelle Lee Wiling Geraldine                                       | chi tiết |
| Kayak bốn nữ 500m   | Indonesia Sarce Arronggear Royani Rais Rasima Rasima Kanit Santyawati | Myanmar Myint Myint Than Naw Ahle Lashe Thin Thin Kyu Phyu Thi Oo             | Singapore Chen Jiewen Andrea Ng Xiang Ru Annabelle Chua Peixuan Irene Lee Wiling Geraldine | chi tiết |